# ندا الناشف
ندا الناشف (به عربی:‌ ندى الناشف، به انگلیسی: Nada al-Nashif) یک کارمند عمومی اهل اردن است که از ژانویۀ ۲۰۲۰ به عنوان معاون کمیساریای عالی حقوق بشر سازمان ملل متحد منصوب شده است. او از سال ۲۰۱۵ تا ۲۰۱۹، به عنوان دستیار مدیرکل در بخش علوم اجتماعی و انسانی یونسکو مشغول فعالیت بود.

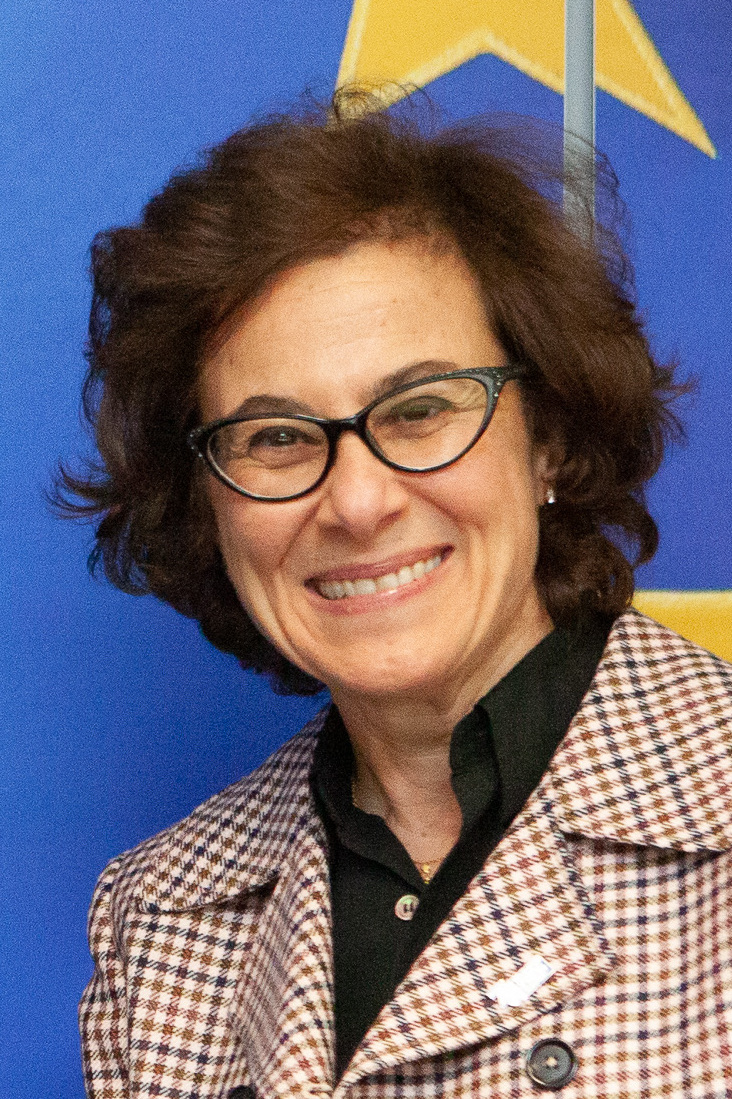
ندا الناشف در سال ۲۰۲۳

## دوران جوانی و تحصیلات
ندا الناشف از کالج بالیول دانشگاه آکسفورد در سال ۱۹۸۷ کارشناسی هنر با گرایش فلسفه، سیاست و اقتصاد، و از دانشگاه هاروارد در سال ۱۹۹۱ کارشناسی ارشد در سیاست عمومی دریافت کرده‌است.

## فعالیت حرفه‌ای
الناشف کار خود را در سازمان ملل متحد در قالب برنامۀ عمران ملل متحد آغاز کرد و از سال ۱۹۹۱ تا ۲۰۰۶ در آنجا مشغول به کار بود. او از سال ۲۰۰۷ تا ۲۰۱۴ دستیار مدیر کل/مدیر منطقه‌ای دفتر منطقه‌ای سازمان بین‌المللی کار در کشورهای عربی بود.
او در بمب‌گذاری در هتل کانال بغداد در سال ۲۰۰۳ که باعث کشته شدن دست‌کم ۲۲ نفر از جمله سرجیو ویرا دی ملو نمایندۀ ویژه سازمان ملل متحد در عراق، و مجروح شدن بیش از ۱۰۰ نفر از جمله امین مکی مدنی وکیل حقوق بشر و فعال سیاسی شد، به شدت مجروح شد. در ۷ ژوئیۀ ۲۰۲۱، الناشف در چهل و هفتمین نشست شورای حقوق بشر سازمان ملل متحد در مورد ارتقای حقوق بشر از طریق ورزش، آرمان المپیک و تأثیر دنیاگیری کووید-۱۹ بر ورزش صحبت کرد.

## فعالیت‌های دیگر
النشیف در هیئت امنای دانشگاه بیرزیت و سازمان غیردولتی توسعۀ انسانی «تعاون» کار می‌کند. او نویسندۀ چندین مقاله با تمرکز بر موضوعات حقوق بشر است.

## سفر به ایران
ندا الناشف قرار است روز ۳ فوریه ۲۰۲۴ در مقام معاون کمیساریای عالی حقوق بشر سازمان ملل متحد از طرف این سازمان به ایران سفر کند. سفر وی که همزان با موج افزایش اعدام‌ها توسط حکومت جمهوری اسلامی ایران صورت می‌گیرد با نگرانی و هشدارهای سازمان‌های حقوق بشری و فعالان حقوق بشر ایران مواجه شده‌است. ۲۵ نهاد حقوق بشری در نامه‌ای به فولکر تورک، کمسیر عالی حقوق بشر سازمان ملل متحد و ندا الناشف دربارۀ احتمال سوءاستفادۀ جمهوری اسلامی از این سفر «به عنوان ابزاری تبلیغاتی برای تضعیف گزارش‌های حقوق بشری» علیه این حکومت هشدار دادند.
همچنین پس از اعدام ۴ زندانی سیاسی کُرد به نام‌های وفا آذربار، پژمان فاتحی، محسن مظلوم و محمد فرامرزی توسط حکومت ایران، سازمان حقوق بشر ایران که پیشتر از جامعۀ جهانی خواسته بود برای نجات جان آنان اقدامی فوری به عمل بیاورد، با انتشار بیانیه‌ای از ندا الناشف خواست که سفر قریب‌الوقوعش را به ایران لغو و دلیل آن را صراحتاً اعتراض به این اعدام‌ها عنوان کند. شورای مدیریت گذار نیز با ارسال نامه‌ای به آنتونیو گوترش دبیر کل سازمان ملل متحد با اشاره به آمار بالای اعدام در ایران و پاسخگو نبودن حکومت ایران به سازمان‌های بین‌المللی در رابطه با سفر قریب‌الوقوع الناشف از وی خواست که این سفر را مشروط به دیدار با خانوادگان زندانیان سیاسی و اعدام‌شدگان کرده و در غیر این صورت آن را لغو نماید و همچنین از تمام امکاناتش برای لغو احکام اعدام در ایران استفاده کند.